# Menomonie
Menomonie ist eine Stadt (mit dem Status „City“) und Verwaltungssitz des Dunn County im US-amerikanischen Bundesstaat Wisconsin. Das U.S. Census Bureau ermittelte bei der Volkszählung 2020 eine Einwohnerzahl von 16.843.

## Geografie
Menomonie liegt auf 44°53' nördlicher Breite und 91°55' westlicher Länge, erstreckt sich über 40,07 km² (35,46 km² davon Landfläche) auf einer Höhe von 249 m über dem Meeresspiegel. Die Stadt liegt am Lake Menomin, einem Stausee am Red Cedar River.
Die Interstate 94 führt im Norden in West-Ost-Richtung durch die Stadt. Der U.S. Highway 12 führt von Osten kommend am Südwestufer des Stausees entlang bis durch den Nordwesten der Stadt. Die Wisconsin Highways 25 und 29 führen in Nord-Süd- bzw. in Ost-West-Richtung durch die Stadt.
Die Stadt war an das Schienennetz der Chicago, St. Paul, Minneapolis & Omaha Railway und der „Chippewa River and Menomonie Railway Company“ angebunden. Momentan wird der Schienenservice von der Union Pacific bereitgestellt und die Strecke entlang des Red Cedar River ist Teil des Red Cedar State Trail.
Der Chippewa Valley Regional Airport liegt 35 Kilometer östlich der Stadt.
Die nächstgelegenen größeren Städte sind Eau Claire (ca. 40 km östlich) und die Twin Cities (Minneapolis und Saint Paul) in Minnesota (ca. 100 km westlich).
Madison, die Hauptstadt des Bundesstaates liegt ca. 330 km südöstlich und Chicago, die nächste Millionenstadt, ca. 550 km südöstlich.

## Bevölkerung
Nach der Volkszählung im Jahr 2010 lebten in Menomonie 16.264 Menschen in 5743 Haushalten. Die Bevölkerungsdichte betrug 488,4 Einwohner pro Quadratkilometer. In den 5743 Haushalten lebten statistisch je 2,26 Personen. 
Ethnisch betrachtet setzte sich die Bevölkerung zusammen aus 91,9 Prozent Weißen, 0,8 Prozent Afroamerikanern, 0,5 Prozent amerikanischen Ureinwohnern, 4,2 Prozent Asiaten sowie 0,6 Prozent aus anderen ethnischen Gruppen; 1,9 Prozent stammten von zwei oder mehr Ethnien ab. Unabhängig von der ethnischen Zugehörigkeit waren 1,7 Prozent der Bevölkerung spanischer oder lateinamerikanischer Abstammung. 
13,4 Prozent der Bevölkerung waren unter 18 Jahre alt, 75,6 Prozent waren zwischen 18 und 64 und 11,0 Prozent waren 65 Jahre oder älter. 50,5 Prozent der Bevölkerung war weiblich.
Das mittlere jährliche Einkommen eines Haushalts lag bei 38.492 USD. Das Pro-Kopf-Einkommen betrug 18.028 USD. 30,5 Prozent der Einwohner lebten unterhalb der Armutsgrenze.

## Wirtschaft und Bildungseinrichtungen
Ein bedeutender Wirtschaftsfaktor ist die University of Wisconsin-Stout mit über 9.000 Studierenden (2017) am Standort.

## Bekannte Bewohner
- Harold Arminius Miller (1875–1943), Rennwagen- und -motorenkonstrukteur (geboren in Menomonie)
- Bill Bakke (* 1946), Skispringer (geboren in Menomonie)
- Ethan Iverson (* 1973), Jazzmusiker und Musikkritiker (geboren in Menomonie)